# Boemia Meridionale
La Boemia Meridionale (in ceco Jihočeský kraj) è una regione (kraj) della Repubblica Ceca, posizionata nella parte meridionale della regione storica della Boemia, con una piccola parte nel sud-ovest della Moravia.

## Geografia fisica
Le regioni amministrative confinanti sono (da ovest in senso orario) Plzen, Boemia Centrale, Vysocina e Moravia Meridionale. Al sud confina con l'Austria e la Germania. Questa regione è anche chiamata Budĕjovický kraj o Českobudĕjovický kraj ma dal 2001 questi termini sono diventati obsoleti. Il suo capoluogo è České Budějovice.
L'altitudine in questa regione tocca la sua punta massima a Plechý (1378 m) presso la Selva Boema, la zona più bassa (350 m s.l.m.) è Orlická dam.

## Distretti

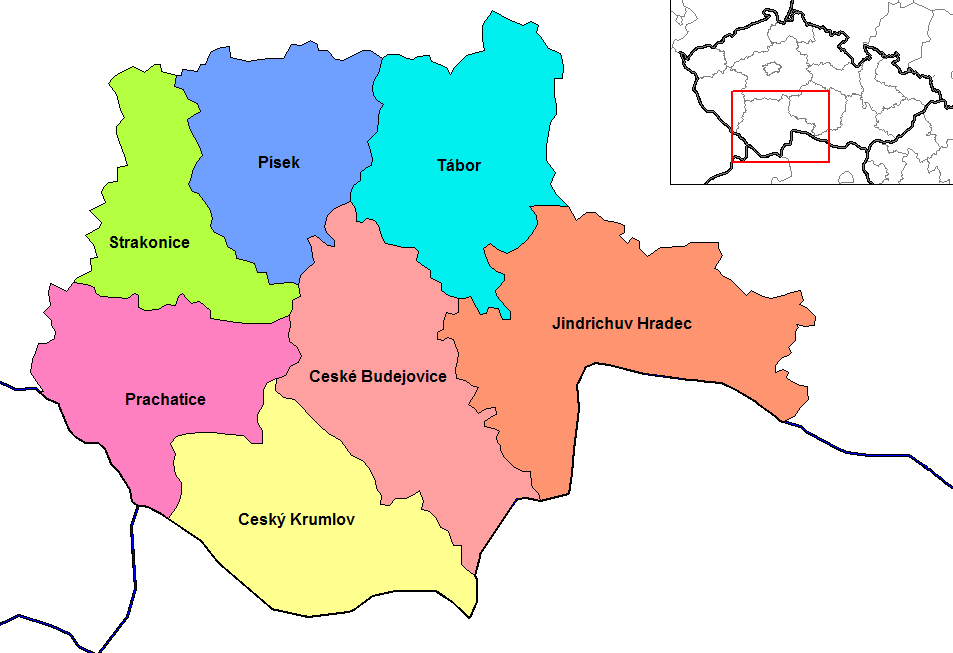
La suddivisione dei distretti

La regione è a sua volta divisa in distretti o province (in ceco okresy):
- Distretto di České Budějovice
- Distretto di Český Krumlov
- Distretto di Jindřichův Hradec
- Distretto di Písek
- Distretto di Prachatice
- Distretto di Strakonice
- Distretto di Tábor

## Città
- České Budějovice
- Český Krumlov
- Jindřichův Hradec
- Písek
- Prachatice
- Strakonice
- Tábor